# بانک قاهره
بانک قاهره (عربی: بنك القاهرة) شرکت خدمات مالی و بانکداری مصری است، که در سال ۱۹۵۲ تأسیس شد.